# Anslem Douglas
Pour les articles homonymes, voir Douglas.
 (août 2024).
Si vous disposez d'ouvrages ou d'articles de référence ou si vous connaissez des sites web de qualité traitant du thème abordé ici, merci de compléter l'article en donnant les références utiles à sa vérifiabilité et en les liant à la section « Notes et références ».
Anslem Douglas est un chanteur trinidadien, connu notamment pour la chanson Who Let the Dogs Out?

## Biographie
Anslem Douglas a commencé à s'intéresser à la musique folk par des artistes interprètes local dans son village natal de La Romain, dans la Trinité. Il a également été influencée par sa sœur aînée, qui était écrivaine et poète. Anslem a commencé à s'épanouir musicalement parlant dans l'Église pentecôtiste, en chantant dans le chœur. À l'âge de seize ans, il forme son propre groupe, appelé Exodus, ce qui lui donna son premier vrai goût de la célébrité. Le groupe est devenu populaire et se produit fréquemment sur les sites autour de la Trinité.
En 1984 Anslem devint garde côtier en Trinité, où il a servi pendant six ans. Au cours de cette période, il continua à chanter, il joua avec son propre groupe de la Garde côtière dans des salles locales. Il expérimentera d'autres genres musicaux et découvrit la Soca. 
Il enregistra sa première chanson en 1988 avec Fireflight, puis rejoint le groupe Atlantik. Ses influences musicales incluent Blakely et Lord Kitchener, ainsi que Peabo Bryson et Stevie Wonder.
Douglas a publié des succès tels que "Good Music to Dance" et "Who Let the Dogs Out?". 
En 2001, il a été poursuivi et a perdu un procès en ce qui concerne tous les auteurs de la chanson Who Let the Dogs Out ? Le chœur a été composé à l'origine par Patrick Stephenson et Leroy Williams. La poursuite a été réglée pour une somme non divulguée.
Anslem Douglas possède maintenant un magasin antillais Whitby.

## Référence
- (en) Cet article est partiellement ou en totalité issu de l’article de Wikipédia en anglais intitulé « Anslem Douglas » (voir la liste des auteurs).